# Glen of the Downs
Glen of the Downs är en dal i republiken Irland.   Den ligger i grevskapet Wicklow och provinsen Leinster, i den östra delen av landet, 24 km söder om huvudstaden Dublin.